# محمد العكاري
محمد العكاري (1978 - 28 أبريل 2017)، من أبرز أعماله مسلسل مكتوب وناعورة الهواء ومسلسل الدوامة الذي عُرض على القناة الوطنية.
توفي عن عمر يناهز 39 سنة إثر تعرضه لنوبة قلبية لدى خضوعه لعملية جراحية في المرارة في إحدى مصحات العاصمة التونسية.

## أعماله

### السينما
- 2014 : حبس كاذب لنبيل بركاتي (فيلم قصير).
- 2016 : إصطدام لعلاء الدين الجلاصي وبهاء الدين الجلاصي (فيلم قصير).
- 2017 : على كف عفريت لكوثر بن هنية.

### الأعمال التلفزية
- 2013 : ليام لخالد البرصاوي بدور كريم.
- 2014 : ناعورة الهواء (الموسم 1) لمديح بالعيد بدور فاضل.
- 2014 : مكتوب (الموسم 4) لسامي الفهري بدور خالد.
- 2015 : حياة أجمل (الموسم 11 : ضيف شرف) لديديا آلبر.
- 2015 : الريسك لنصر الدين السهيلي.
- 2015 : حكايات تونسية لندى المازني حفيظ.
- 2016-2015 : نسيبتي العزيزة (ضيف شرف الحلقتين 4 و 19 من الموسم 5 والحلقتين 6 و14 من الموسم 6) لصلاح الدين الصيد بدور الدكتور بن حسانة.
- 2017 : الدوامة لنعيم بن رحومة وعبد المنعم حواص بدور كمال البحري.
- 2017 : أولاد مفيدة (الموسم 3) لسامي الفهري.

### الراديو
- 2014 : راديو ريفاي وجوك 9-12 على راديو إبتسامة أف أم : منشط إذاعي.
- 2015 : سامرتايم على راديو كلمة : منشط إذاعي.

## روابط خارجية
- محمد العكاري على موقع IMDb (الإنجليزية)
- محمد العكاري على موقع قاعدة بيانات الأفلام العربية